# Обсада на Солун (615)
Вижте пояснителната страница за други значения на Обсада на Солун.
Обсадата на Солун от 615 година е трета славянска обсада на града, ръководена от княз Хацон.

## Обсадата
В обсадата участват славянски племена от Македония, Тесалия, Епир и Пелопонес. В „Чудесата на Свети Димитър“ са посочени имената на обсаждащите града племена драговити, сагудати, велегезити, ваюнити и берзити. Градът е обграден отвсякъде, като са доведени и жените и децата на славяните в знак на увереност в победата. Намерението на славяните е да се заселят в града. По време на ожесточено сражение край крепостните стени вождът Хацон е убит. Това принуждава славяните да се оттеглят.